# Herbers
Herbers (nom en valencien, officiel depuis le 4 septembre 2020 ; en castillan : Herbés) est une commune de la province de Castellón dans la Communauté valencienne (Espagne). Elle est située dans la comarque de Ports et dans la zone à prédominance linguistique valencienne. Elle fait partie de la mancomunidad de la Taula del Sénia et de la Mancomunidad Comarcal Els Ports.

## Géographie

Localisation d'Herbés
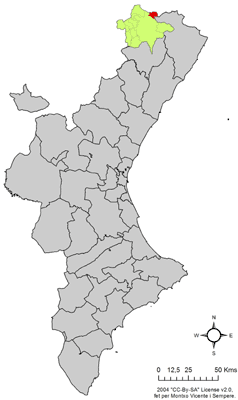
dans la Communauté valencienne.
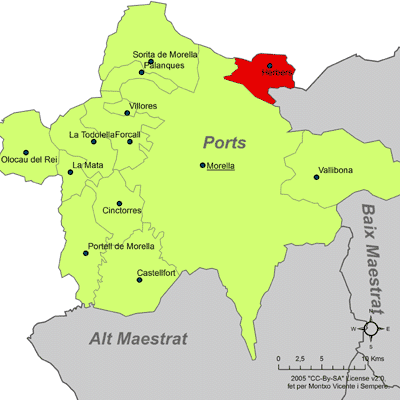
dans la comarque de Ports.

Herbés est située sur le Méridien de Greenwich.